# Lila Ristevska
Lila Ristevska (ur. 14 stycznia 1963) – australijska i od 2008 roku macedońska zapaśniczka i judoczka.
Piąta na mistrzostwach świata w 1995 i szósta w 1997. Dwunasta na mistrzostwach Europy w 2008. Mistrzyni Wspólnoty Narodów w 1993 i 1995 roku. Czterokrotna medalistka mistrzostw Oceanii w latach 1995 – 2002.
Druga na mistrzostwach Australii w judo w 1993 i trzecia w 1995 roku